# Société des transports maritime
 (avril 2024).
Société des transports maritime est une compagnie maritime fondée en avril 1977. Le STM (Service des Transports Maritimes) est un service du Conseil Général de Mayotte. Il assure le transport quotidien de passagers, véhicules et marchandises entre les 2 principales îles de Mayotte (Petite Terre et Grande Terre) au moyen, principalement, de 4 barges, de 2 amphidromes et d'un ponton autopropulsé.

## Histoire
L'histoire du STM commence le 25 avril 1977, le STM est créé par l'arrêté 86/RG, quatre jours avant la création, par ordonnance, du Conseil général qui sera présidé dès le mois de juillet par Younoussa Bamana. Dès 1979, la Mahoraise I est secondée par la Mahoraise II.
Avec plus de 5,2 millions de voyageurs par an, la STM est la ligne maritime la plus fréquentée de France,.